# Harrisburg (South Dakota)
Harrisburg ist eine Kleinstadt (mit dem Status „City“) im Lincoln County im US-amerikanischen Bundesstaat South Dakota. Das U.S. Census Bureau hat bei der Volkszählung 2020 eine Einwohnerzahl von 6732 ermittelt.

## Geografie
Harrisburg liegt im Südosten South Dakotas, wenige Kilometer westlich des Big Sioux River, der die Grenze zu Iowa bildet. Die geografischen Koordinaten von Harrisburg sind 43°25′53″ nördlicher Breite und 96°41′50″ westlicher Länge. Das Stadtgebiet erstreckt sich über eine Fläche von 6,42 km².
Benachbarte Orte von Harrisburg sind Shindler (8,8 km nordöstlich), Larchwood in Iowa (23,8 km östlich), Canton (22,9 km südöstlich), Worthing (16,7 km südsüdwestlich), Lennox (24,4 km südwestlich) und Tea (12,8 km westnordwestlich).
Die nächstgelegenen größeren Städte sind Sioux Falls (15 km nördlich), Minneapolis in Minnesota (395 km ostnordöstlich), Rochester (393 km östlich), Iowas Hauptstadt Des Moines (443 km südöstlich), Omaha in Nebraska (289 km südlich) und Fargo in North Dakota (409 km nördlich).

## Verkehr
Etwa 5 km westlich von Harrisburg verläuft die Interstate 29, die von Kansas City in Missouri nach Winnipeg in der kanadischen Provinz Manitoba führt. Parallel dazu verläuft entlang der westlichen Stadtgrenze von Harrisburg der South Dakota Highway 115. Alle Straßen innerhalb des Stadtgebiets sind untergeordnete Landstraßen, teils unbefestigte Fahrwege oder innerörtliche Verbindungsstraßen.
In Nord-Süd-Richtung verläuft für den Frachtverkehr eine Eisenbahnstrecke der BNSF Railway durch das Stadtgebiet von Harrisburg.
Der nächste Flughafen ist der 19,4 km nördlich gelegene Sioux Falls Regional Airport, der größte Flughafen South Dakotas.

## Demografische Daten
Nach der Volkszählung im Jahr 2010 lebten in Harrisburg 4089 Menschen in 1423 Haushalten. Die Bevölkerungsdichte betrug 636,9 Einwohner pro Quadratkilometer. In den 1423 Haushalten lebten statistisch je 2,87 Personen.
Ethnisch betrachtet setzte sich die Bevölkerung zusammen aus 96,8 Prozent Weißen, 0,5 Prozent Afroamerikanern, 0,2 Prozent amerikanischen Ureinwohnern, 0,3 Prozent Asiaten sowie 0,2 Prozent aus anderen ethnischen Gruppen; 2,0 Prozent stammten von zwei oder mehr Ethnien ab. Unabhängig von der ethnischen Zugehörigkeit waren 1,3 Prozent der Bevölkerung spanischer oder lateinamerikanischer Abstammung.
34,0 Prozent der Bevölkerung waren unter 18 Jahre alt, 64,0 Prozent waren zwischen 18 und 64 und 2,0 Prozent waren 65 Jahre oder älter. 51,0 Prozent der Bevölkerung war weiblich.

Das mittlere jährliche Einkommen eines Haushalts lag bei 68.146 USD. Das Pro-Kopf-Einkommen betrug 24.455 USD. 6,2 Prozent der Einwohner lebten unterhalb der Armutsgrenze.